# 크리스토퍼 페티엣
크리스토퍼 페팃(Christopher Pettiet, 영어 발음: /ˈpɛtɪt/, 1976년 2월 12일 ~ 2000년 4월 12일)은 미국의 배우이다.
댈러스에서 태어났으며 로스앤젤레스에서 사망하였다. 사인은 과다복용이다.

## 출연 작품
- 어게인스트 더 로 (1997년)
- 육체의 유혹 (1996년)
- 보이스 (1996년)
- 리렌트리스 4 (1994년)
- 악몽의 섬 (1992년)
- 돈 텔 맘 (1991년)
- 음모의 노출 (1991년)
- 폭풍 속으로 (1991년)
- 평원의 추적자 (1989년)